# Ащеринская волость
Ащеринская волость — волость в составе Рузского и Можайского уездов Московской губернии. Существовала до 1929 года, центром волости была деревня Лихачёво.
По данным 1890 года в состав Ащеринской волости Рузского уезда входило 54 селения. Волостное правление размещалось в деревне Новое Лихачёво, квартира полицейского урядника — в деревне Каурово, камера мирового судьи — в деревне Щербинки. В селе Комлево и Лужковском погосте имелись земские школы, в селе Ащерино — церковно-приходская школа.
В 1913 году церковно-приходские школы были в селе Ащерино и Георгиевском погосте; в селе Комлево, деревне Каурово, погосте Лужки и деревне Шульгино — земские училища. В Старом Лихачёве также располагалось волостное правление, при котором осуществлялись приём и выдача почтовой корреспонденции, и квартира урядника.
В 1919 году в волости было 24 сельсовета.
Согласно постановлению президиума Моссовета от 27 февраля 1922 года Ащеринская волость была включена в состав Можайского уезда Московской губернии.
После реорганизации к 1923 году в волости осталось 5 сельсоветов — Комлевский, Лихачёвский, Лужковский, Сумароковский и Токарёвский.
В конце 1925 года было произведено разукрупнение сельских советов, в результате которого из состава Лужковского с/с были выделены Дьяковский и Качеринский с/с, из состава Сумароковского — Ерденевский, из состава Лихачёвского — Хомьяновский, из состава Токарёвского — Щербинкинский.
Согласно Всесоюзной переписи 1926 года численность населения 63-х населённых пунктов волости составила 5767 человек (2532 мужчины, 3235 женщин), насчитывалось 1175 хозяйств, среди которых 1137 крестьянских, в сёлах Ащерино, Дьяково, Лужки, деревнях Комлево, Курово, Ракитино и Хомьяново имелись школы.
В 1926 году Дьяковский, Ерденевский, Качеринский, Хомьяновский и Щербинкинский сельсоветы были ликвидированы, а спустя год восстановлены.
В 1929 году в волости было 10 сельсоветов — Дьяковский, Ерденевский, Качеринский, Комлевский, Лихачёвский, Лужковский, Сумароковский, Токарёвский, Хомьяновский и Щербинкинский.
В ходе реформы административно-территориального деления СССР в 1929 году Ащеринская волость была упразднена, а её территория включена в состав Рузского района Московского округа Московской области.